# Episodi di Gunsmoke (dodicesima stagione)
La dodicesima stagione della serie televisiva Gunsmoke è andata in onda negli Stati Uniti dal 17 settembre 1966 al 15 aprile 1967 sulla CBS.
| nº | Titolo originale      | Prima TV USA      | Titolo italiano | Prima TV Italia |
| -- | --------------------- | ----------------- | --------------- | --------------- |
| 1  | Snap Decision         | 17 settembre 1966 |                 |                 |
| 2  | The Goldtakers        | 24 settembre 1966 |                 |                 |
| 3  | The Jailer            | 1º ottobre 1966   |                 |                 |
| 4  | The Mission           | 8 ottobre 1966    |                 |                 |
| 5  | The Good People       | 15 ottobre 1966   |                 |                 |
| 6  | Gunfighter, R.I.P.    | 22 ottobre 1966   |                 |                 |
| 7  | The Wrong Man         | 29 ottobre 1966   |                 |                 |
| 8  | The Whispering Tree   | 12 novembre 1966  |                 |                 |
| 9  | The Well              | 19 novembre 1966  |                 |                 |
| 10 | Stage Stop            | 26 novembre 1966  |                 |                 |
| 11 | The Newcomers         | 3 dicembre 1966   |                 |                 |
| 12 | Quaker Girl           | 10 dicembre 1966  |                 |                 |
| 13 | The Moonstone         | 17 dicembre 1966  |                 |                 |
| 14 | Champion of the World | 24 dicembre 1966  |                 |                 |
| 15 | The Hanging           | 31 dicembre 1966  |                 |                 |
| 16 | Saturday Night        | 7 gennaio 1967    |                 |                 |
| 17 | Mad Dog               | 14 gennaio 1967   |                 |                 |
| 18 | Muley                 | 21 gennaio 1967   |                 |                 |
| 19 | Mail Drop             | 28 gennaio 1967   |                 |                 |
| 20 | Old Friend            | 4 febbraio 1967   |                 |                 |
| 21 | Fandango              | 11 febbraio 1967  |                 |                 |
| 22 | The Returning         | 18 febbraio 1967  |                 |                 |
| 23 | The Lure              | 25 febbraio 1967  |                 |                 |
| 24 | Noose of Gold         | 4 marzo 1967      |                 |                 |
| 25 | The Favor             | 11 marzo 1967     |                 |                 |
| 26 | Mistaken Identity     | 18 marzo 1967     |                 |                 |
| 27 | Ladies from St. Louis | 25 marzo 1967     |                 |                 |
| 28 | Nitro! (1)            | 8 aprile 1967     |                 |                 |
| 29 | Nitro! (2)            | 15 aprile 1967    |                 |                 |

## Snap Decision
- Prima televisiva: 17 settembre 1966
- Diretto da: Mark Rydell
- Scritto da: Richard Carr

### Trama
- Guest star: Howard Culver (Howie Uzzell), Glenn Strange (Sam Noonan), Michael Strong (Shaver), Orville Sherman (predicatore), Claude Akins (Marshal Clint Tucker), Sam Gilman (Gilcher), Michael Cole (Kipp)

## The Goldtakers
- Prima televisiva: 24 settembre 1966
- Diretto da: Vincent McEveety
- Scritto da: Clyde Ware

### Trama
- Guest star: Denver Pyle (Caleb Nash), Martin Landau (Britton), Charles Wagenheim (Joshua Halligan), Glenn Strange (Sam Noonan), John Boyer (Warner), William Bramley (Jake Struck), Woody Chambliss (Jim Garvey), Charles Francisco (Kale), Michael Greene (Holcroft), Roy Jenson (Troy), Ted Jordan (Nathan Burke), Brad Weston (Jenkins)

## The Jailer
- Prima televisiva: 1º ottobre 1966
- Diretto da: Vincent McEveety
- Scritto da: Hal Sitowitz

### Trama
- Guest star: Zalman King (Jack Stone), Robert Sorrells (Mike Stone), Tom Skerritt (Ben Stone), Glenn Strange (Sam Noonan), Bette Davis (Etta Stone), Bruce Dern (Lou Stone), Julie Sommars (Sara Stone)

## The Mission
- Prima televisiva: 8 ottobre 1966
- Diretto da: Mark Rydell
- Scritto da: Richard Carr

### Trama
- Guest star: Steve Ihnat (Ashe), Arch Johnson (sergente Macklin), Rafael Campos (Young Soldier), Jim Davis (Jim Basset), Robert F. Simon (colonnello Amos Jessup), Robert Tafur (colonnello Romero), Robert Random (Reb Jessup), Warren Oates (Lafe), Ruben Moreno (capitano), Bert Madrid (maniscalco), Michael Abelar (soldato)

## The Good People
- Prima televisiva: 15 ottobre 1966
- Diretto da: Robert Totten
- Scritto da: James Landis

### Trama
- Guest star: James O'Hara (Sutton), Glenn Strange (Sam Noonan), Charles Wagenheim (Joshua Halligan), Tom Simcox (Seth Rucker), Allen Case (Gabe Rucker), Woody Chambliss (Woody Lathrop), Frederic Downs (giudice Evers), Shug Fisher (Silas Shute), Kelton Garwood (Percy Crump), Steve Gravers (Jed Bailey), Clyde Howdy (Henry Biggs), Ted Jordan (Nathan Burke), Morgan Woodward (Ben Rucker)

## Gunfighter, R.I.P.
- Prima televisiva: 22 ottobre 1966
- Diretto da: Mark Rydell
- Soggetto di: Michael Fisher

### Trama
- Guest star: Don Hanmer (barbiere), Allen Emerson (Burt), Glenn Strange (Sam Noonan), France Nuyen (Ching Lee), Stefan Gierasch (Mark Douglas), Darren McGavin (Joe Bascome), Michael Conrad (Paul Douglas), H. T. Tsiang (Ching Fa)

## The Wrong Man
- Prima televisiva: 29 ottobre 1966
- Diretto da: Robert Totten
- Scritto da: Clyde Ware

### Trama
- Guest star: Carroll O'Connor (Hootie Kyle), Charles Kuenstle (Wilton Kyle), Gilman Rankin (Purvis), Kevin O'Neal (James Kyle), Clifton James (Tenner Jackson), James Almanzar (Morell), James Anderson (Harmon), Terry Frost (conducente della diligenza), Mel Gaines (Squeak), Victor Izay (Dutch), Glenn Strange (Sam Noonan)

## The Whispering Tree
- Prima televisiva: 12 novembre 1966
- Diretto da: Vincent McEveety
- Scritto da: Calvin Clements Sr.

### Trama
- Guest star: Christopher Pate (Curtis), Kathleen O'Malley (madre), Glenn Strange (Sam Noonan), Jacqueline Scott (Ada Stanley), Edward Asner (Redmond), John Saxon (Virgil Stanley), Roy Barcroft (Roy), Lane Chandler (guardia), Fred Coby (Station Attendant), Rex Holman (Garr), Allen Jaffe (Ryan), Ted Jordan (Nathan Burke), Donald Losby (Bryant), Steven McEveety (ragazzo), Morgan Woodward (Earl Miller)

## The Well
- Prima televisiva: 19 novembre 1966
- Diretto da: Marc Daniels
- Scritto da: Francis Cockrell

### Trama
- Guest star: Karl Lukas (Lake), Pete Kellett (Monk), Guy Raymond (dottor Tobias), John Payne (Janie), Robert Ballew (Tim Grady), Lawrence Casey (Jim Libby), Madgel Dean (madre), Ted Gehring (Boyd), Elizabeth Rogers (Mrs. Davis)

## Stage Stop
- Prima televisiva: 26 novembre 1966
- Diretto da: Irving J. Moore
- Scritto da: Hal Sitowitz

### Trama
- Guest star: Joseph Ruskin (Curt Hanson), Steve Raines (conducente), Michael Vandever (Lingo), Glenn Strange (Sam Noonan), Andy Albin (Charley Woodson), Jack Ging (Simon Dobbs), Sid Haig (Wade Hanson), John Ireland (Jed Coombs), Anne Whitfield (Lori Coombs)

## The Newcomers
- Prima televisiva: 3 dicembre 1966
- Diretto da: Robert Totten
- Scritto da: Calvin Clements Sr.

### Trama
- Guest star: Glenn Strange (Sam Noonan), Robert Sorrells (Handley), Jon Voight (Tetter Karlgren), Karl Swenson (Lars Karlgren), Daniel Ades (Vasquez), Larry Aten (Joey), Charles Dierkop (Silvee), James Murdock (Pony), John Pickard (Vigilante), Ben Wright (Birger Engdahl)

## Quaker Girl
- Prima televisiva: 10 dicembre 1966
- Diretto da: Bernard L. Kowalski
- Scritto da: Preston Wood

### Trama
- Guest star: Tom Reese (Dave Westerfield), Ed McCready (Henry), Glenn Strange (Sam Noonan), Liam Sullivan (Benjamin Ellis), William Shatner (Fred Bateman), Joseph Breen (George), William Bryant (Kesler), Timothy Carey (Charles 'Buster' Rilla), Ben Johnson (Vern Morland), Anna Karen (donna), Nancy Marshall (donna), Warren Vanders (John Thenly)

## The Moonstone
- Prima televisiva: 17 dicembre 1966
- Diretto da: Richard Colla
- Scritto da: Paul Savage

### Trama
- Guest star: Warren J. Kemmerling (Del Philips), Glenn Strange (Sam Noonan), Geoffrey Palmer (Todd), Gail Kobe (Madge), Fred Coby (Rankin), Mike Kellin (Chad Timpson), Ted Jordan (Nathan Burke), Tom Skerritt (Orv Timpson)

## Champion of the World
- Prima televisiva: 24 dicembre 1966
- Diretto da: Marc Daniels
- Scritto da: Les Crutchfield

### Trama
- Guest star: Pete Kellett (Mac), John McLiam (Dougherty), Alan Hale, Jr. (Bull Bannock), Don Keefer (Wally), Charles Wagenheim (Joshua Halligan), Dan Tobin (professore), Glenn Strange (Sam Noonan), Ted Jordan (Nathan Burke), Ralph Rose (Gopher Freely), Gale Robbins (Maude), Arthur Peterson (ubriaco), Troy Melton (Zac), Jane Dulo (Cora Argyle)

## The Hanging
- Prima televisiva: 31 dicembre 1966
- Diretto da: Bernard L. Kowalski
- Scritto da: Calvin Clements Sr.

### Trama
- Guest star: Kit Smythe (Ivy), Hank Patterson (Hank Miller), Charles Wagenheim (Joshua Halligan), Tom Stern (Billy Boles), Edmund Hashim (Saline), Larry Ward (Preston), Richard Bakalyan (Teems), Henry Darrow (Oro), Byron Foulger (Ollie), Ted Jordan (Nathan Burke), Glenn Strange (Sam Noonan), Robert Knapp (Warren), Anna Navarro (Maria Oro), Morgan Woodward (Beaumont)

## Saturday Night
- Prima televisiva: 7 gennaio 1967
- Diretto da: Robert Totten
- Scritto da: Clyde Ware

### Trama
- Guest star: Rudy Sooter (Rudy), Louis Massad (Bert), Glenn Strange (Sam Noonan), Dub Taylor (cuoco), James Almanzar (Houndog), Frederic Downs (Mr. Titus), Al Dunlap (Herrick), Leif Erickson (Virgil Powell), Victor French (C.K. Ross), John Garwood (Shep), Link Harget (Lucky), Clyde Howdy (Ed Underwood), Larry D. Mann (Chick), William Watson (Carl Craddock)

## Mad Dog
- Prima televisiva: 14 gennaio 1967
- Diretto da: Charles Rondeau
- Scritto da: Jay Simms

### Trama
- Guest star: Sammy Reese (Buff Watson), Denver Pyle (dottore Henry S. Rand), Dub Taylor (barista), Glenn Strange (Sam Noonan), George Lindsey (Pinto Watson), George Murdock (Jim Travers), Hoke Howell (Roan Watson), Bert Madrid (cittadino), Butch Patrick (Tom John), Iggie Wolfington (sindaco Wheeler)

## Muley
- Prima televisiva: 21 gennaio 1967
- Diretto da: Allen Reisner
- Scritto da: Les Crutchfield

### Trama
- Guest star: Ross Hagen (Kay Cee), Howard Culver (Howie Uzzell), Zalman King (Muley), Ted Jordan (Nathan Burke), Lane Bradbury (Lucky), Anthony D. Call (Tell), Marc Cavell (Arky), Glenn Strange (Sam Noonan)

## Mail Drop
- Prima televisiva: 28 gennaio 1967
- Diretto da: Robert Totten
- Scritto da: Calvin Clements Sr.

### Trama
- Guest star: James Nusser (Louie Pheeters), Eddie Hodges (Billy Johnson), Sarah Selby (Ma Smalley), Steve Raines (Steve), Bing Russell (Walsh), John Anderson (Roberts), Woody Chambliss (Woody Lathrop), Ted French (Jeb), Glenn Strange (Sam Noonan)

## Old Friend
- Prima televisiva: 4 febbraio 1967
- Diretto da: Allen Reisner
- Scritto da: Clyde Ware

### Trama
- Guest star: Carlos Rivas (Trail), David Renard (Boley), Fritz Weaver (Marshal Burl Master), Glenn Strange (Sam Noonan), William Benedict (Gus), Lew Brown (Fred), James Chandler (Vern), Valentin de Vargas (Cheeno), Pete Dunn (Willie), Kelton Garwood (Percy Crump), Joe Haworth (mandriano), Delphi Lawrence (Willa), Robert Williams (Charley)

## Fandango
- Prima televisiva: 11 febbraio 1967
- Diretto da: James Landis
- Scritto da: Don Ingalls

### Trama
- Guest star: Dabbs Greer (Wilbur Jonas), Hank Patterson (Hank Miller), Roy Roberts (Harry Bodkin), Charles Seel (Barney Danches)

## The Returning
- Prima televisiva: 18 febbraio 1967
- Diretto da: Marc Daniels
- Scritto da: James Landis

### Trama
- Guest star: Steve Sanders (Ethan Todd), Roy Roberts (Harry Bodkin), Richard Webb (Will Hayes), Glenn Strange (Sam Noonan), Kenneth Mars (Clyde Hayes), Michael Ansara (Luke Todd), Roy Barcroft (Jonas), Billy Halop (Barney), Ted Jordan (Nathan Burke), Jonathan Lippe (Billy Judd), Troy Melton (Barton), Lois Nettleton (Amy Todd), Johnny Whitaker (Shem Todd)

## The Lure
- Prima televisiva: 25 febbraio 1967
- Diretto da: Marc Daniels
- Scritto da: Clyde Ware

### Trama
- Guest star: Paul Picerni (William McGee), Troy Melton (Hemmington), Warren Vanders (Boles), John Pickard (John Vanner), Martin E. Brooks (Young), Val Avery (Trent), Woody Chambliss (Swiger), Fred Coby (conducente), Kim Darby (Carrie Neely), Michael Jeffers (direttore della banca), Ted Jordan (Nathan Burke), Stephen McNally (Dal Neely), Len Wayland (capostazione)

## Noose of Gold
- Prima televisiva: 4 marzo 1967
- Diretto da: Irving J. Moore
- Scritto da: Clyde Ware

### Trama
- Guest star: Sam Gilman (Jim Gunther), Steve Ihnat (John Farron), Harry Basch (Milt Agnew), Vincent Gardenia (Charles Shepherd), Robert Williams (sceriffo Porter), Charles Wagenheim (Joshua Halligan), Glenn Strange (Sam Noonan), Jan Shepard (Edna Farron), Michael Preece (Harry Barnes), Barton MacLane (Willard F. Kerner), Ted Jordan (Nathan Burke), Jack Bailey (Ben Leary)

## The Favor
- Prima televisiva: 11 marzo 1967
- Diretto da: Marc Daniels
- Scritto da: Don Ingalls

### Trama
- Guest star: William Bramley (Adam Haley), James Daly (John Crowley), Glenn Strange (Sam Noonan), Troy Melton (conducente della diligenza), Diane Ladd (Bonnie Mae Haley), Fred J. Scollay (Morgan Haley), Lew Gallo (Kelly Bates), Shirley Wilson (cittadina)

## Mistaken Identity
- Prima televisiva: 18 marzo 1967
- Diretto da: Robert Totten
- Scritto da: Les Crutchfield, Paul Savage

### Trama
- Guest star: Ken Mayer (Timmons), Sam Melville (Dunsters), Albert Salmi (Ed Carstairs), Hal Lynch (Mel Gates), Ted Jordan (Nathan Burke), Glenn Strange (Sam Noonan)

## Ladies from St. Louis
- Prima televisiva: 25 marzo 1967
- Diretto da: Irving J. Moore
- Scritto da: Clyde Ware

### Trama
- Guest star: Henry Darrow (Segurra), Josephine Hutchinson (Sorella Ellen), Lew Brown (fuorilegge), John Carter (Doyle), Vic Tayback (Ike Gaines), Aneta Corsaut (Sorella Ruth), Venita Wolf (Sorella Margaret), Glenn Strange (Sam Noonan), Ralph Roberts (Williams), Lois Roberts (Sorella Louise), Kelly Jean Peters (Sorella John), Ted Jordan (Nathan Burke), Claude Akins (Worth Sweeney)

## Nitro! (1)
- Prima televisiva: 8 aprile 1967
- Diretto da: Robert Totten
- Scritto da: Preston Wood

### Trama
- Guest star: Tom Reese (Ben Stearman), Carl Pitti (giocatore), Glenn Strange (Sam Noonan), Robert Rothwell (Joe Keller), Bonnie Beecher (Anne Gilcrist), Jon Breen (cameriere), David Canary (George McClaney), Eddie Firestone (Red Bailey), Pete Kellett (cowboy), James Nusser (Louie Pheeters), Gene O'Donnell (corriere), Dub Taylor (Byron Pfeiffer Farnum)

## Nitro! (2)
- Prima televisiva: 15 aprile 1967
- Diretto da: Robert Totten
- Scritto da: Preston Wood

### Trama
- Guest star: Tom Reese (Ben Stearman), James Nusser (Louie Pheeters), Glenn Strange (Sam Noonan), Robert Rothwell (Joe Keller), Bonnie Beecher (Anne Gilcrist), David Canary (George McClaney), Eddie Firestone (Red Bailey), Scott Hale (moribondo), Dub Taylor (Byron Pfeiffer Farnum)